# Eresiomera
Eresiomera is een geslacht van vlinders van de familie Lycaenidae.

## Soorten
- E. bicolor (Grose-Smith & Kirby, 1890)
- E. isca (Hewitson, 1873)
- E. osheba (Holland, 1890)